# Episodi di The Middle (quinta stagione)
La quinta stagione della serie televisiva The Middle è stata trasmessa negli Stati Uniti dal canale ABC a partire dal 25 settembre 2013 al 21 maggio 2014.
In Italia, è stata trasmessa e dal 3 gennaio al 23 agosto 2014 su Joi, canale a pagamento della piattaforma Mediaset Premium. In chiaro viene trasmessa in prima visione dal 30 gennaio al 16 febbraio 2015 su Italia 2.
Da questa stagione il personaggio di Don Ehlert (interpretato da Brian Doyle-Murray) non viene più doppiato da Claudio Fattoretto in seguito alla morte di quest'ultimo nel giugno 2013. Verrà sostituito da Paolo Marchese.
| nº | Titolo originale              | Titolo italiano                  | Prima TV USA      | Prima TV Italia  |
| -- | ----------------------------- | -------------------------------- | ----------------- | ---------------- |
| 1  | The Drop Off                  | Tutti al college!                | 25 settembre 2013 | 3 gennaio 2014   |
| 2  | Change in the Air             | Aria di cambiamento              | 2 ottobre 2013    | 10 gennaio 2014  |
| 3  | The Potato                    | La patata                        | 9 ottobre 2013    | 17 gennaio 2014  |
| 4  | The 100th                     | L'Orsontenario                   | 23 ottobre 2013   | 24 gennaio 2014  |
| 5  | Halloween IV: The Ghost Story | Halloween... e la Santa Maria    | 30 ottobre 2013   | 31 gennaio 2014  |
| 6  | The Jump                      | Salta che ti passa!              | 13 novembre 2013  | 7 febbraio 2014  |
| 7  | Thanksgiving V                | Il giorno del Ringraziamento 5   | 20 novembre 2013  | 14 febbraio 2014 |
| 8  | The Kiss                      | Il bacio                         | 4 dicembre 2013   | 21 febbraio 2014 |
| 9  | The Christmas Tree            | Starnuti di Natale               | 11 dicembre 2013  | 28 febbraio 2014 |
| 10 | Sleepless in Orson            | Insonnia ad Orson City           | 8 gennaio 2014    | 7 marzo 2014     |
| 11 | War of the Hecks              | La guerra degli Heck             | 15 gennaio 2014   | 14 marzo 2014    |
| 12 | The Carpool                   | Il carpool                       | 22 gennaio 2014   | 21 marzo 2014    |
| 13 | Hungry Games                  | Giochi di famiglia               | 5 febbraio 2014   | 2 maggio 2014    |
| 14 | The Award                     | Il premio                        | 26 febbraio 2014  | 9 maggio 2014    |
| 15 | Vacation Days                 | Cuore di mamma                   | 5 marzo 2014      | 16 maggio 2014   |
| 16 | Stormy Moon                   | Stormy Moon                      | 12 marzo 2014     | 23 maggio 2014   |
| 17 | The Walk                      | Il ballo studentesco             | 26 marzo 2014     | 30 maggio 2014   |
| 18 | The Smell                     | Puzze e dintorni                 | 2 aprile 2014     | 6 giugno 2014    |
| 19 | The Wind Chimes               | I campanelli eolici              | 23 aprile 2014    | 13 giugno 2014   |
| 20 | The Optimist                  | Chiedi scusa!                    | 30 aprile 2014    | 20 giugno 2014   |
| 21 | Office Hours                  | Orario d'ufficio                 | 7 maggio 2014     | 27 giugno 2014   |
| 22 | Heck on a Hard Body           | Mani sull'auto!                  | 14 maggio 2014    | 23 agosto 2014   |
| 23 | Orlando                       | Orlando                          | 21 maggio 2014    | 23 agosto 2014   |
| 24 | The Wonderful World of Hecks  | Il meraviglioso mondo degli Heck | 21 maggio 2014    | 23 agosto 2014   |